# West Jefferson, Ohio
West Jefferson är en ort (village) i Madison County i Ohio. Vid 2010 års folkräkning hade West Jefferson 4 222 invånare.